# 元宝洼泡
元宝洼泡是一个湖泊，位于中国吉林省农安县，它的面积约为9.3平方千米，平均水深约为0.8米。